# Keith Stewart (amiral)
Pour les articles homonymes, voir Keith Stewart et Stewart.
Keith Stewart de Glasserton (1739 - 3 mars 1795) est un amiral et homme politique écossais qui siège à la Chambre des communes en 1762 et de 1768 à 1784.

## Biographie
Il est le deuxième fils d'Alexander Stewart (6e comte de Galloway). Il rejoint la Royal Navy vers 1753. Il atteint le rang de capitaine en 1762, cette promotion faisant partie des conditions de sa renonciation au siège du Parlement. Il commande le HMS Berwick en 1777. Il sert sous le commandement de l'amiral Keppel dans l'action au large d'Ouessant le 27 juillet 1778.
En juin 1781, il reçoit un commandement sur la mer du Nord avec le grade de commodore. Il sert sous le vice-amiral Hyde Parker lors de la bataille de Dogger bank en août 1778.
En septembre 1778, on lui confie le commandement de l'escadron qui bloque les ports néerlandais. Bien qu'il ait démissionné de cette place après qu'un navire se soit échappé, Stewart est un officier de la marine très respecté et sa carrière se poursuit. Il sert sous l'amiral Richard Howe lors de son expédition à Gibraltar.
Il devient contre-amiral en 1790 et vice-amiral en 1794.
Il représente brièvement Wigtown Burghs en 1762, entre l'élection partielle du 19 février 1762 et sa démission avant l'élection d'un nouveau député le 15 avril 1762. Il est député de Wigtownshire de 1768 à 1784.

## Famille
Il épouse le 13 mai 1782 Georgina Isabella d'Aguilar, fille d'Ephraim Lópes Pereira d'Aguilar (2e baron d'Aguilar) (en) et a :
- James Alexander Stewart-Mackenzie
- Leveson Douglas Stewart

Après la mort de Stewart, sa veuve épouse en secondes noces le lieutenant-colonel Richard Fitzgerald en 1797.